# Tuffi ai Giochi della XXVIII Olimpiade - Trampolino 3 metri maschile
Hanno partecipato 32 atleti; I primi 18 dopo il primo turno sono passati alle semifinali, mentre hanno disputato la finale i primi 12 tuffatori con il miglior punteggio (dato dalla somma del primo turno e delle semifinali).

## Medaglie
| Posizione | Atleta             | Paese  |
| --------- | ------------------ | ------ |
|           | Peng Bo            | Cina   |
|           | Alexandre Despatie | Canada |
|           | Dmitrij Sautin     | Russia |

## Risultati
| Posizione | Tuffatore               | Nazione       | Primo turno | Primo turno | Semifinali | Semifinali | Semifinali | Semifinali | Finale | Finale | Finale |
| Posizione | Tuffatore               | Nazione       | Punti       | Posiz       | Punti      | Posiz      | Totale     | Posiz      | Punti  | Posiz  | Totale |
| --------- | ----------------------- | ------------- | ----------- | ----------- | ---------- | ---------- | ---------- | ---------- | ------ | ------ | ------ |
|           | Peng Bo                 | Cina          | 495,45      | 2           | 256,17     | 2          | 751,62     | 2          | 531,21 | 1      | 787,38 |
|           | Alexandre Despatie      | Canada        | 517,59      | 1           | 254,73     | 3          | 772,32     | 1          | 501,24 | 3      | 755,97 |
|           | Dmitrij Sautin          | Russia        | 450,06      | 6           | 256,38     | 1          | 706,44     | 4          | 496,89 | 4      | 753,27 |
| 4         | Wang Feng               | Cina          | 444,96      | 7           | 240,42     | 5          | 685,38     | 7          | 510,30 | 2      | 750,72 |
| 5         | Fernando Platas         | Messico       | 434,70      | 8           | 232,02     | 7          | 666,72     | 8          | 472,23 | 5      | 704,25 |
| 6         | Troy Dumais             | Stati Uniti   | 452,76      | 5           | 239,91     | 6          | 692,67     | 6          | 461,55 | 7      | 701,46 |
| 7         | Aleksandr Dobroskok     | Russia        | 489,75      | 3           | 228,09     | 10         | 717,84     | 3          | 469,20 | 6      | 697,29 |
| 8         | Ken Terauchi            | Giappone      | 456,15      | 4           | 245,64     | 4          | 701,79     | 5          | 444,36 | 8      | 690,00 |
| 9         | César Castro            | Brasile       | 432,45      | 9           | 230,28     | 8          | 662,73     | 9          | 432,69 | 9      | 662,97 |
| 10        | Rommel Pacheco          | Messico       | 408,75      | 15          | 221,85     | 11         | 630,60     | 12         | 420,84 | 10     | 642,69 |
| 11        | Dmytro Lysenko          | Ucraina       | 419,16      | 11          | 219,57     | 12         | 638,73     | 11         | 410,07 | 11     | 629,64 |
| 12        | Robert Newbery          | Australia     | 429,09      | 10          | 228,60     | 9          | 657,69     | 10         | 391,74 | 12     | 620,34 |
|           |                         |               |             |             |            |            |            |            |        |        |        |
| 13        | Philippe Comtois        | Canada        | 418,32      | 12          | 210,90     | 15         | 629,22     | 13         |        |        |        |
| 14        | Joona Puhakka           | Finlandia     | 414,69      | 13          | 209,91     | 16         | 624,60     | 14         |        |        |        |
| 15        | Tony Ally               | Gran Bretagna | 401,52      | 16          | 215,61     | 14         | 617,13     | 15         |        |        |        |
| 16        | Steven Barnett          | Australia     | 397,71      | 17          | 217,05     | 13         | 614,76     | 16         |        |        |        |
| 17        | Ramón Fumadó            | Venezuela     | 410,97      | 14          | 194,82     | 18         | 605,79     | 17         |        |        |        |
| 18        | Mark Shipman            | Gran Bretagna | 396,90      | 18          | 202,98     | 17         | 599,88     | 18         |        |        |        |
|           |                         |               |             |             |            |            |            |            |        |        |        |
| 19        | Javier Illana           | Spagna        | 385,80      | 19          |            |            |            |            |        |        |        |
| 20        | Nicola Marconi          | Italia        | 384,63      | 20          |            |            |            |            |        |        |        |
| 21        | Jorge Betancourt Garcia | Cuba          | 382,56      | 21          |            |            |            |            |        |        |        |
| 22        | Erick Fornaris Álvarez  | Cuba          | 380,07      | 22          |            |            |            |            |        |        |        |
| 23        | Andreas Wels            | Germania      | 378,93      | 23          |            |            |            |            |        |        |        |
| 24        | Tommaso Marconi         | Italia        | 378,72      | 24          |            |            |            |            |        |        |        |
| 25        | Sergei Kuchmasov        | Bielorussia   | 377,61      | 25          |            |            |            |            |        |        |        |
| 26        | Yuriy Shlyakhov         | Ucraina       | 377,19      | 26          |            |            |            |            |        |        |        |
| 27        | Tobias Schellenberg     | Germania      | 371,85      | 27          |            |            |            |            |        |        |        |
| 28        | Nikolaos Siranidis      | Grecia        | 363,75      | 28          |            |            |            |            |        |        |        |
| 29        | Jukka Piekkanen         | Finlandia     | 359,22      | 29          |            |            |            |            |        |        |        |
| 30        | Aljaksandr Varlamaŭ     | Bielorussia   | 357,09      | 30          |            |            |            |            |        |        |        |
| 31        | Juan Guillermo Urán     | Colombia      | 344,40      | 31          |            |            |            |            |        |        |        |
| 32        | Justin Wilcock          | Stati Uniti   | 225,87      | 32          |            |            |            |            |        |        |        |